# بروتوكول المسار الأقصر أولا
بروتوكول المسار الأقصر أولاً (بالإنجليزية: Open Shortest Path First OSPF)‏ هو بروتوكول توجيه، داخليّ، من طائفة موافيق التسيير أو التوجيه المعتمدة على حالة الوصلة بين عُقد الشبكة، ينتخب المسار الأقصر بحسب خوارزمية ديكسترا، يعمل على توجيه رزم بروتوكول الإنترنت داخل نظام مُستقل ما. إنّ مُحددات الإصدار الثاني من البروتوكول (OSPFv2) مُوجودة بوثيقة طلب التعليقات (RFC 2328)، وهو يدعم رزم الإصدار الرابع من بروتوكول الإنترنت (IPv4)، أمّا مُحددات الإصدار الثالث من البروتوكول (OSPFv3) فهي موجودة في الوثيقة (RFC 5340)، وقد طُوّر خصيصاً لدعم توجيه رزم الإصدار السادس من بروتوكول الإنترنت (IPv6).

## نظرة عامة
OSPF هو أحد برتوكولات البوابات الداخلية (IGP) لتسيير حزم بروتوكول الإنترنت (IP) ضمن مجموعة معينة من المسييرات (مثل شبكة أو منظومة ما مستقلة بذاتها). وهو يقوم بجمع المعلومات عن حالة الوصلات من المسيّرات المتاحه ويبني خريطة طوبولوجية للمسارات في الشبكة. تحدد تلك الخريطة جدول تسيير تستخدمه طبقة الإنترنت، مما يجعل قرارات التوجيه لحزم الإنترنت هناك مستندة إلى عناوين وجهتها فقط. تم تصميم OSPF لدعم توجيه بين المجالات لافئويا (توجيه بين المجالات لافئويا) و توجيه المجال الداخلى اللاطبقي توجيه بين المجالات لافئويا دون فئات التصدي للنماذج.
يقوم OSPF بالكشف عن التغييرات في الطوبولوجيا، كحالات مثل إخفاق الوصلات، فيعمل بسرعة كبيرة لتتوافق المسيرات على بُنى تعليمات توجيه جديدة، أي تحديد مسارات للحزم تُجنّبها الدخول في مسارات دائرية، وذلك في غضون ثوان. حيث يحسب الطريق الأقصر (شجريا) لكل جهة باستخدام خوارزمية ديكسترا، وهي خوارزمية لاحتساب أفضل الطرق، تأخذ في الحسبان «تكلفة» المسار بحسب معطيات مثل الزمن اللازم لإرسال حزمة وإستقبالها عبر المسار، أو قدرة المسار على إستيعاب دفق البيانات أو الثقة ببقاء المسار متاحا؛ معبرا عنها بقيم عددية مجردة.
ويساعد في ربط المعلومات أي الحفاظ على كل مسار كارتباط بقاعدة بيانات (LSDB) التي صوره شجريه للشبكه الطوبولوجيا بأكملها. ويتم تحديث نسخة مطابقة للLSDB بشكل دوري من خلال غمر جميع نطاقاتOSPF
سياسات التوجيهالخاصه ب OSPF لبناء جدول التوجيه تحكمها عوامل التكلفة (المقاييس الخارجية) المرتبطة بكل وسط التوجيه. وقد تكون عوامل التكلفة المسافة من التوجيه (ذهابا وإيابا)، وإنتاجيه الشبكة للرابط أو ارتباط المتاح والدقة، كما يعرب عن أرقام بسيطه لا يمكن مقارنتها. مما يوفر وسيلة ديناميكية لتحميل متوازن للمرور بين الطرق ذوات التكلفة المتساوية.
قد يكون وجود شبكة OSPF، أو تقسيمها لاى طرق، في مجالات لتبسيط التوجيه والإجراءات الإدارية وتحسين حركة المرور واستخدام الموارد. المناطق التي يتم تحديدها ب 32 جزء، تم الأعراب عنها ببساطة في العشرية، أو في كثير من الأحيان في المستند الثومانى نقطه التدوين العشري، مألوفة من آي بي في4عناوين التدوين.
من الاتفاقية، فان المنطقة 0 (صفر) أو 0.0.0.0 تشكل جوهر أو العمود الفقري الخاص بشبكه OSPF. وتحديد مجالات أخرى يمكن اختيارها عن طريق الإرادة، في كثير من الأحيان ل برتوكولات الإنترنت الموجهة الرئيسية في مناطق كما في المناطق المحدده الهوية. كل مجال من المجالات الإضافية يجب أن يكون لها اتصال مباشر وظاهري للعمود الفقرى الخاص بمناطق OSPF. مثل هذه الاتصالات هي التي تحتفظ بها جهاز توجيه مترابطة، والمعروفة باسم منطقة الراوتر الثانوية  (ABR). ABR يحافظ على ربط قواعد البيانات المنفصلة لكل منطقه من المناطق التي يتم خدمتها والمحافظة علي الطرق الملخصه لجميع المناطق على الشبكة.
OSPF لا يستخدم بروتوكول النقل (UDP وبرنامج التعاون الفني)، ولكن يتم التغليف بشكل مباشر في مخططات برتوكولات الإنترنت مع بروتوكول رقم 89. هذا هو على النقيض من بروتوكولات التوجيه الأخرى، مثل بروتوكول المعلومات الموجهة RIP، أو بروتوكول بوابة الحدود (BGP). OSPF تقوم بتولى اكتشاف اخطائها والعمل على تصحيحها.
OSPF يستخدم الإرسال المتعدد موجها الطريق إلى شبكة البث الارتباطى. لعدم بث الشبكات الخاصة وهذا ما يسهل اكتشاف التكوين المجاور. كما الإرسال المتعدد الخاص بحزم OSPF لبرتوكولات الانترنيت لا يمكن ان تجتاز ابدا طرق بروتوكولات الانترنيت، فانهم لا يمكنهم السفر أكثر من خطوه واحده. OSPF تحتفظ بعناوين التراسل المتعددة دإط 224.0.0.5 (جميع يضمنها / الموجهات حالة الارتباط، والمعروف أيضا AllSPFRouters) و224.0.0.6 (جميع المسارات المعينة، AllDRouters)، كما هو محدد في RFC 2328.
لتوجيه الإرسال المتعدد لحركة برتوكول الانترنيت، ويدعمOSPF برتوكول (MOSPF [الإنجليزية]) كما تم تحديده في المضيقين 1584.
بروتوكولOSPF، عندما تعمل على IPv4، يمكن أن تعمل بأمان بين المسارات، وبشكل اختيارى يمكن استخدام مجموعة متنوعة من طرق التوثيق للسماح بالموجهات الموثوقه فقط للمشاركة في التوجيه. OSPFv3، يعمل على IPv6، ولم يعد يدعم بروتوكول المصادقة الداخلية. بدلا من ذلك، فإنه يعتمد على بروتوكولالامن IPv6 (أمن بروتوكول الإنترنت).
OSPF الإصدار 3 يقدم تعديلات على تنفيذ البروتوكول IPv4. باستثناء الروابط العملية، وجميع التبادلات المجاورة تستخدم IPv6 الارتباط المحلي حصريا. بروتوكول IPv6 يعمل في الارتباط، بدلا من أن يستند إلى الشبكة الفرعية. تم ازاله كل المعلومات الخاصة ببرتوكولات الانترنيت من على إعلانات الروابط ومن مجموعه مرحبا الاستكشافيه وجعل البروتوكول أساسا بروتوكول مستقله. على الرغم من توسيع نطاق برتوكول الانترنيت لمعالجة 128 بت في IPv6، فان مجال التوجيه وتحديد الهوية لا تزال تستند إلى القيم 32 بت.

## العلاقات المجاورة
المسارات في نفس المجال الإذاعي أو في نهاية كل من نقطة إلى نقطة ربط الاتصالات السلكية واللاسلكية التواصل النموذج عندما يكون لديهم الكشف عن بعضها البعض. هذا الكشف يحدث عندما يقوم الروتر بتحدد نفسه في مجموعه بروتوكولOSPF مرحبا. وهذا ما يسمى نقطه ذات اتجاهين وهي العلاقة الأساسية. ان التوجيهات في إيثرنت أو في إطار تقوية شبكة تحدد موجه المعينة DR ونسخة احتياطية المعينة راوتر (حرس الحدود) والتي تعمل كمركز للحد من الحركة بين الموجهات. OSPF يستخدم كل من الإرسال الاحادى والبث المتعدد للإرسال «حزم مرحبا» وتحديثات الارتباط.
و كبروتوكول التوجيه، OSPF تنشئ وتحافظ على علاقات التجاور من أجل تبادل تحديثات التوجيه مع المسارات الأخرى. ان جدول علاقات التوجيه يسمى قاعدة بيانات OSPF في الجوار. شريطة أن OSPF تم تكوينها بشكل صحيح، OSPF أشكال العلاقات مع الجار الوحيد المسارات مباشرة لأنها مرتبطة. الموجهات أنها أشكال العلاقة مع الجيران يجب أن يكون في نفس المنطقة مثل الواجهة مع انها هي التي تستخدم لتشكيل علاقة الجار. واجهة لا يمكن إلا أن تنتمي إلى منطقة واحدة.

## أنواع المناطق
ان مجالات OSPF تنقسم إلى المناطق التي وصفت مع 32 بت تعريف المنطقة. معرفات المنطقة عادة، ولكن ليس دائما، وكتب في نقطه التدوين العشري لعنوان IPv4. ومع ذلك، فهي ليست عناوين بروتوكول الإنترنت، وربما مكررة، من دون صراع، أي عنوان IPv4. معرفات المجال لتطبيقات ipv6 من OSPF (OSPFv3) أيضا استخدام 32 بت معرفات مكتوبة في نفس التدوين. في حين أن معظم تطبيقات OSPF سوف يكون له حق التبرير مكتوب في عدد من المناطق الأخرى غير منقط في التنسيق العشري (على سبيل المثال، المنطقة 1)، وأنه من الحكمة دائما اللجوء إلى استخدام الصيغ العشرية المنقطه. معظم تطبيقات توسيع مساحة 1 إلى معرف 0.0.0.1 المنطقة، ولكن بعضها كان معروفا لتوسيعه كما 1.0.0.0.
المناطق هي تجمعات منطقية من المضيفين والشبكات، بما في ذلك الواجهات التي لها صلة بأي من مشتملات هذه الشبكات. وتحتفظ كل منطقة منفصلة بارتباط قاعدة بيانات المعلومات التي يمكن تلخيصها على نحو ما تبقى من شبكة الاتصال بواسطة جهاز التوجيه. وبالتالي، طوبولوجيا من منطقة غير معروفة من خارج المنطقة. هذا يقلل من كمية توجيه المرور بين أجزاء من نظام الحكم الذاتي.
وقد امكن تعريف العديد من أنواع المنطقة «الخاصة»

### منطقة العمود الفقري
منطقة العمود الفقري (المعروف أيضا باسم المنطقة 0 أو منطقة 0.0.0.0) يشكل جوهر شبكة OSPF. ان جميع المناطق الأخرى مرتبطه به، وبين منطقة التوجيه يحدث من خلال الأجهزة المتصله بمنطقة العمود الفقري وإلى مناطقهم المرتبطة بها. فمن البنية المنطقية والمادية ل'مجال OSPF' يتم إرفاق جميع المجالات غير صفرية في المجالOSPF. ونلاحظ أن في OSPF مصطلح روتر النظام الذاتي الحدودى (ASBR) يعتبر تاريخي، بمعنى أن OSPF يمكن ان يتعايش مع العديد من المجالات في شبكة الإنترنت المرئية في نفس نظام الحكم الذاتي، RFC1996 (ASGuidelines 1996, p. 25) 
منطقة العمود الفقري هي المسؤولة عن توزيع معلومات التوجيه بين المناطق الغير العمود الفقرى. يجب أن يكون العمود الفقري متجاورة، ولكنها لا تحتاج إلى أن يكون متجاور بشكل مادى؛ بربط العمود الفقري يمكن أن تنشأ وتحافظ علي تكوين الروابط الظاهريه.
جميع مجالات OSPF يجب أن تكون على اتصال بمنطقة العمود الفقري. هذا الاتصال، مع ذلك، يمكن ان يتم من خلال ارتباط ظاهري. على سبيل المثال، تفترض المنطقة 0.0.0.1 لديه اتصال فعلي لمنطقة 0.0.0.0. كذلك تفترض أن منطقة 0.0.0.2 لا تمت بصلة مباشرة إلى العمود الفقري، ولكن هذا المجال لديه اتصال لمنطقة 0.0.0.1. منطقة 0.0.0.2 يمكن استخدام وصلة ظاهرية من خلال 0.0.0.1تمثل ك منطقة عبور للوصول إلى العمود الفقري. ولكى تكون منطقة عبور، يجب أن تكون لهذا المجال سمة العبور، لذلك لا يمكن أن يكون قصير وبأي شكل من الأشكال.

### منطقه الكعب
منطقه الكعب هي المنطقة التي لا تتلقى إعلانات الطرق الخارجية لنظام الحكم الذاتي (AS) وتوجه من داخل المنطقة مستنده كليا على المسار الافتراضي. هذا يقلل من حجم قواعد البيانات الموجهة في مجال التوجيه الداخلي.
توجد تعديلات على المفهوم الأساسي لمناطق الكعب في غير ذلك منطقة قصير (NSSA). بالإضافة إلى ذلك، تفاوت ملكية عدة أخرى تم تنفيذها من قبل أنظمة بائعين، مثل المنطقة تماما قصير (الاتفاق) وركن تماما قصير المجال، سواء امتدادا في سيسكو سيستمز معدات التوجيه.

#### المنطقة الغير قصيره
وليس ما بين المنطقة القصير (NSSA) هو نوع من منطقة الكعب التي يمكن استيراد نظام الحكم الذاتي للطرق الخارجية وإرسالهم إلى مناطق أخرى، لكنها ما زالت لا تتلقى الطرق الخارجية من المناطق الأخرى. NSSA تعتبر امتدادا لمنطقة كعب تتميز بانها تسمح لحقن الطرق الخارجية بطريقة محدودة في مجال تحريرها.

#### ملحقات الملكية
المنطقة القصيرة كليا
وثمة المنطقة القصيرة كليا في نظام شركهCisco،  مشابه لمنطقة الكعب. بيد أن هذا المجال لا يسمح بالإيجاز وبالإضافة إلى عدم وجود الطرق الخارجية، التي هي، بين منطقة (IA) فان هذه الطرق لا يتم تلخيصها في المناطق القصيرة كليا. السبيل الوحيد للحصول على توجيه الحركة من خارج المنطقة هو المسار الافتراضي الذي هو فقط من نوع 3 خدمة LSA المعلن عنها في المنطقة. عندما يكون هناك طريق واحد فقط للخروج من المنطقة، فان عدد أقل من موجهات القرار يجب أن تتم من قبل طرق المعالجة، مما يقلل نظام استغلال الموارد الطبيعية.
أحيانا، يقال ان إدارة امن النقل TSAيمكن أن يكون لديه واحد فقط ABR. [بحاجة لمصدر] هذا ليس صحيحا. إذا كان هناك العيد من ABRs، وأيضا قد تكون هناك حاجة لتوافر عالي، فان الموجهات الداخلية لإدارة أمن النقل TSA سوف ترسل غير منطقة المرور الخارجية في ABR مع أدنى منطقة داخليه موزونه (من «المقربين» ABR).
NSSA منطقه القصير كليا
نظام Cisco ينفيذأيضا الصيغة الملكية NSSA، وسمى NSSA المنطقة القصيرة كليا. فإنه يأخذ على سمات إدارة أمن النقلTSA، وهذا يعني أن النوع 3 والنوع 4 مختصرات ليست تتدفق على هذا النوع من المنطقة. ومن الممكن أيضا أن يكون هناك منطقه تعلنم على حد سواءكلا المنطقتين القصير كليا وليس قصير كليا، الأمر الذي يعني أن المنطقة سوف تحصل فقط على المسار الافتراضي من منطقة 0.0.0.0، ولكن يمكن أيضا أن تحتوي على نظام الحكم الذاتي وراوتر الحدود (ASBR) وهذا يقبل المعلومات الخارجية الموجهة ويحقن به في المنطقة المحلية، ومن المنطقة المحلية إلى منطقة 0.0.0.0.
ان إعادة التوزيع في منطقة NSSA يخلق نوعا خاصا من LSA المعروف باسم خدمة النوع 7، والذي يمكن أن يتواجد فقط في منطقة NSSA. ويولد هذا ASBR NSSA خدمة LSA، وروتر NSSA ASBR يترجم ذلك إلى نوع 5 LSA والذي يقدم نشر في المجال OSPF.
وهي منطقة يمكن أن تكون منطقه قصيره كليا ومنطقه غير قصيره كليا في وقت واحد، ويتم ذلك عندما يتواجد مكان عملي لوضع ASBR، وعلى سبيل المثال، مع شركة فرعيه مملوكه حديثا، فانه بيكون على حافة منطقة قصير كليا. في مثل هذه الحالة، لا ترسل ASBR الظواهر في المنطقة القصيرة كليا، وتكون متوفرة OSPF المتكلمين في تلك المنطقة. في Cisco للتنفيذ، يمكن تلخيص هذه الظاهر الخارجية قبل حقنها في المنطقة القصير كليا. بصفة عامة، ينبغي أن لا تعلن ASBR التقصير في إدارة امن النقل، NSSA، على الرغم من أن هذا يمكن أن تعمل مع تصميمات وعمليات حذره للغاية، لبعض الحالات الخاصة التي تقتصر على الإعلان المنطقي.
وبالإعلان عن المنطقة القصيرة كليا كNSSA، فان الظواهر الخارجية من العمود الفقري، باستثناء التوجيه الافتراضي، تدخل المنطقة التي يتم مناقشتها. من الظواهر لا تصل إلى المنطقة 0.0.0.0 عن طريق حساب السياحة الفرعيTSA وNSSA، ولكن ليست هناك سبل أخرى غير المسار الافتراضي لدخول حساب السياحة الفرعيTSA وNSSA. الموجهات في الاتفاق، TSA-NSSA إرسال كل المرور إلى ABR، باستثناء طرق ASBR المعلن عنها من قبل.

### منطقة عبور
ان منطقه العبور هي عباره عن منطقه ذات اثنين أو أكثر من OSPF رواتر الحدود ويستخدم لتمرير حركة الشبكة من منطقة مجاورة لآخر. منطقة العبور لا تنشا هذه الحركة وليس المقصد من هذا الاتجار.

## المسار المفضل
OSPF يستخدم مسار التكلفة بصفتها التوجيه الأساسي الموزون، والتي تم تعريفها بواسطة معيار عدم المساواة إلى أي قيمة قياسية مثل السرعة، ولذلك فان مصمم الشبكة يمكنه اختيار شبكة هامه موزونه في التصميم. وفي الممارسة، إلا أنها محدده بالسرعة (عرض النطاق الترددي) في واجهة التصدي لمسار محدد، على الرغم من أنه يميل إلى ضرورة توسيع نطاق شبكة من العوامل المحددة الشائعة والتي تربط الآن أسرع من 100 ميغابت في الثانية. Cisco يستخدم موزون مثل 10 ^ 8/عرض النطاق الترددى (قاعدة القيمة الافتراضيه، 10 ^ 8، والتي يمكن تعديلها). لذلك، فان 100ميغابيت في ثانيه سيكون له تكلفة 1، بتكلفة 10ميغابيت في ثانيه بتكلفه 10 وهكذا. ولكن لروابط أسرع من 100ميغابيت / ثانية، فان التكلفة ستكون أقل من 1.
وعلى الرغم من ذلك فان المقاييس يتم مقارنتهافقط وبشكل مباشر عندما تكون من نفس النوع. هناك أربعة أنواع من المقاييس، ويعتبر أفضل نوع هو المقدم ادناه. ومنطقه الدخول هي المنطقة المفضلة دائما على الطريق بين منطقة بغض النظر عن موزوناتها، وهكذا أيضا بالنسبة للأنواع الأخرى.
1. المنطقة الداخلية
2. المنطقة الوسط
3. نوع 1 الخارجى، والذي يشمل كلا من المسار الخارجي المكلف ومجموع تكاليف المسار الداخلي للASBR الذي يعلن عن المسار، # نوع2 الخارجى، والذي يمثل القيمة التي هي وحدها المسار الخارجي المكلف

### هندسة المرور
OSPF - الشركة المصرية للاتصالاتTE هي امتداد لOSPF كامتداد وتعبير للسماح لهندسة المرور وعلى عدم استخدام شبكات بروتوكول الإنترنت (RFC 3630)  يمكن الحصول على المزيد من المعلومات حول طوبولوجيا والتي تم تبديها باستخدام LSA معتم وتحمل نوع طول عناصر القيمة. هذه الملحقات تسمحOSPF- الشركة المصرية للاتصالاتTE لتشغيل تماما من الفرقة المسطحه الخاصة بشبكة البيانات. وهذا يعني أنه يمكن أن تستخدم أيضا بشأن عدم شبكات بروتوكول الإنترنت، مثل شبكات الألياف البصرية.
OSPF الشركة المصرية للاتصالاتTE، تستخدم أساسا داخل شبكات GMPLS، كوسيلة لوصف طوبولوجيا GMPLS فوق المسارات التي يمكن أن تنشأ. ثم يستخدمGMPLS بمفرده مسار الإعداد وبروتوكولات الشحن، بمجرد حصولها على خريطه شبكة الكاملة.

### ملحقات أخرى
وثائقRFC3717 تعمل في التوجيه البصري لبروتوكول الانترنيت، على أساس «القيد» القائم على تمديدات OSPF و IS-IS.

## أنواع راوتر OSPF
OSPF يحدد الأنواع التالية للتوجيه:
- راوترالمنطقة الحدودية (ABR)
- روتر نظام الحكم الذاتي الحدودى (ASBR)
- الروتر الداخلي (الحمراء)
- راوتر العمود الفقري (برازيلي)

نوع الروتر هي سمة من سمات عملية OSPF. راوتر ذات معطيات ماديه قد يكون لديه واحدة أو أكثر لعمليات OSPF. على سبيل المثال، روتر متصل بأكثر من منطقة واحدة، ويتلقى التوجيهات من عملية BGP متصلا ب AS أخرى، على حد سواء في منطقه روتر الحدود وروتر نظام الحكم الذاتي الحدودى.
كل روتر له هوية، عادة مكتوبة في تنسيق عشري منقط (على سبيل المثال، 1.2.3.4) في عنوان برتوكول الانترنيت. هذه الهوية يجب أن تنشأ في كل حالة من الحالات OSPF. وإن لم يفصح عن تكوينها، فان عنوان برتوكول الانترنيت الأكثر منطقيه سوف يتكرر في هويه الروتر. ومع ذلك، منذ المعرف الموجه هو عنوان بروتوكول الإنترنت، فإنه ليس من الضروري أن تكون جزءا من أي شبكة فرعية للتوجيه في الشبكة، وغالبا ما لا تجنبا للالتباس.
وكل هذه أنواع الراوتر يجب أن لا تسبب تشويش مع مصطلح راوتر المعينة (DR)، أو راوتر المعينه الاحتياطى (BDR)، والتي هي من سمات واجهة الراوتر، وليس الروتر نفسه.

### راوتر المنطقة الحدودية
راوتر منطقه الحدود (ABR) هو الراوتر الذي يصل واحده أو أكثر من المناطق الرئيسية لشبكة العمود الفقري. ويعتبر عضوا في جميع المجالات المتصله به. ABR يحافظ على نسخ متعددة من قاعدة بيانات في الذاكرة، واحد من كل منطقه التي يتم توصيل الراوتر به.

### راوتر نظام الحكم الذاتي الحدودى
راوتر نظام الحكم الذاتى الحدودى (ASBR) هو راوتر متصل بأكثر من نظام الحكم الذاتي (AS) والتي تبادل معلومات الروتر مع راوتر أخرى في ASs. ASBRs عادة أيضاتقوم بتشغيل راوتر البروتوكول الخارجي (على سبيل المثال، BGP)، أو استخدام راوتر ثابت، أو كلاهما. وASBR يستخدم لتوزيع روترات التي تم استقبالها من الاخريين، وفي حد ذاتها تعتبر ASsالخارجيه نظام حكم ذاتى في نفسها.

### الراوتر الداخلى
الراوترالداخلي هو الذي يكون له علاقات مع واجهات في نفس المنطقة.

### راوتر العمود الفقري
راوترات العمود الفقرى (DR) هي لكافة الروترات التي تتصل العمود الفقري OSPF، بغض النظر عما إذا كانوا أيضا راوترات منطقة الحدود أو راوترات داخلية لمنطقة العمود الفقري. راوتر منطقة الحدود هو دائماراوتر العمود الفقري، حيث أن جميع المناطق يجب أن يكون متصله بالعمود الفقري.

## راوتر المعاينة
راوتر المعاينة (DR) هو راوتر الموجهة والمختار بين كل الروترات متعلق بوصلات متعدده في قسم الشبكة، وبصفة عامة يفترض أن يكون البث ذو وصلات متعدده. وغالبا ما تعتمد التقنيات الخاصة على وجود مورد، قد تكون هناك احتياج لدعم وظيفة التي يقوم بها (DR) على وصلات المتعددة بدون بث (NBMA) وسائل الاعلام. عادة ما يكون من الحكمة أن تكوين الدوائر الفردية الظاهري فرعية NBMA كمركز فردى من نقطه إلى نقطة ؛ التقنيات المستخدمة هي التي تعتمد على التنفيذ.
لا تخلط بين الديموقراطية مع OSPF نوع الروتر. روتر المعطيات المادية يمكن أن يكون لها بعض الواجهات التي تم معاينتها (DR)، وغيرها التي تقوم على المعاينة الاحتياطيه (BDR)، وغيرها من الجهات التي هي لا يتم معاينتها. إذا لم يكن الروتر هو DR أو BDR على شبكة فرعية معينة، وDR هو أول ما تم ترشيحه، ومن ثم فان الترشيح الثاني التي عقدت إذا كان هناك أكثر من BDR  DR ينتخب على أساس المعايير الافتراضية التالية :
- إذا كان تحديد الأولويات على راوتر OSPF يتم تعيينه إلى 0، هذا يعني أنه لا يمكن أبدا أن تصبح DR أو BDR(راوتر المعاينة الاحتياطى).
- عندما يفشل DR ويتولى BDR، هناك ترشيحات أخرى تتم لمعرفة من الذي سوف يكون بديل عن BDR.
- الروتر الذي يقوم بإرسال حزمه مرحبا ذات الأولوية القصوى، وهو الفائز بالترشيح.
- إذاكان هانك روترين أو أكثر كانت بينهم تعادل في أعلى تحديد للأولويات، وراوتر الإرسال مرحبا وفقا لأعلى RID (راوتر ID) يفوز. ملاحظة : ان RIDهو صاحب أعلى (الاسترجاع) منطقي عنوان بروتوكول الإنترنت على تكوين راوتر، إذا لم يكن من المنطقي / استرجاع عنوان بروتوكول الإنترنت ثم يتم تعيين الروتر الذي يستخدم أعلى معالجة برتوكولات الانترنيت تكوينه على واجهات نشطة. (مثلا 192.168.0.1 ستكون أعلى من 10.1.1.2).
- عادة ما يكون الروتر صاحب ثاني أعلى رقم الأولوية يصبح BDR.
- أن قيمه الأولويه تتراوح بين 0—254، مع قيمة أعلى ومتزايده لفرصها في أن تصبح DR أو BDR.
- إذا أولوية أعلى راوتر OSPF يأتي على الإنترنت بعد إجراء الترشيح، فإنه لن يصبح DR أو BDR حتى (على الأقل) وتفشل DR و BDR.
- إذا كان DR الحالية 'المنخفضه' BDR الحالية ليصبح DR جديد ويتم إجراء ترشيحات جديدة تجري للعثور على آخر BDR. إذا كانت DR الجديدة ثم 'المنخفضه' وDR الأصلي متوفر الآن، فإنه عندئذ يصبح DR مرة أخرى، ولكن لن يحدث أي تغيير في هذا الصدد على BDR الحالية.

ان DR توجد لغرض الحد من حركة الشبكة من خلال توفير مصدر للتحديثات الروتر، وان DR يحافظ على الجدول طوبولوجيا الكامل الخاص بالشبكة ويرسل التحديثات على الروتر الأخر عبر الإرسال. جميع المسارات في المنطقة ستشكل علاقه الرقيق / سيد مع DR. انهم سيشكلون محاذاه بين DR و BDR فقط. في كل مرة يقوم الروتر بارسال تحديث، فإنه يرسله إلى DR وBDR على عنوان التراسل 224.0.0.6. فان DR يرسل التحديث إلى جميع المسارات الأخرى في المنطقة، إلى عنوان التراسل 224.0.0.5. بهذه الطريقة فان جميع المسارات لن يكون لديها التحديثه باستمرار بعضها ببعض، ويمكن الحصول على جميع التحديثات من مصدر واحد. ان استخدام الإرسال المتعدد يقلل من تحميل الشبكهز DRs وBDRs دائما الإعداد/ترشيح على شبكات البث (الإيثرنت). DR ويمكن أيضا أن تكون مرشحه على شبكات NBMA (عدم وصول البث المتعدد) مثل إطار التقوية أو ماكينه الصراف الآلي.ولا يتم ترشيح DRs أو BDRs في نقطة إلى نقطة في الروابط (مثل نقطة إلى نقطة اتصال الشبكة الواسعة) لأن الروترين الاثنين يجب أن يصبحوا على كلا الجانبي الارتباط متحاذيين بشكل كامل لها، وعرض النطاق الترددي بينهما لا يمكن أن يكون كذلك إلى أقصى حد.

### راوتر المعاينة الاحتياطى
نسخة راوتر المعاينة الاحتياطى (BDR) هو راوتر أصبح راوتر المعينه إذا كان جهاز التوجيه الحالي المعين لديها مشكلة أو فشل. ويعتبر BDR هو راوتر OSPF مع ثاني أعلى أولوية في وقت الانتخابات الماضية.

## حزم OSPF
| +   | بت 0-7                  | بت 0-7                  | بت 0-7                  | بت 0-7                  | بت 0-7                  | بت 0-7                  | بت 0-7                  | بت 0-7                  | 8-15                    | 8-15                    | 8-15                    | 8-15                    | 8-15                    | 8-15                    | 8-15                    | 8-15                    | 16-18                   | 16-18                   | 16-18                   | 19-31                   | 19-31                   | 19-31                   | 19-31                   | 19-31                   | 19-31                   | 19-31                   | 19-31                   | 19-31                   | 19-31                   | 19-31                   | 19-31                   | 19-31                   |
| --- | ----------------------- | ----------------------- | ----------------------- | ----------------------- | ----------------------- | ----------------------- | ----------------------- | ----------------------- | ----------------------- | ----------------------- | ----------------------- | ----------------------- | ----------------------- | ----------------------- | ----------------------- | ----------------------- | ----------------------- | ----------------------- | ----------------------- | ----------------------- | ----------------------- | ----------------------- | ----------------------- | ----------------------- | ----------------------- | ----------------------- | ----------------------- | ----------------------- | ----------------------- | ----------------------- | ----------------------- | ----------------------- |
| 0   | الإصدار                 | الإصدار                 | الإصدار                 | الإصدار                 | الإصدار                 | الإصدار                 | الإصدار                 | الإصدار                 | النوع:                  | النوع:                  | النوع:                  | النوع:                  | النوع:                  | النوع:                  | النوع:                  | النوع:                  | طول المجموعة            | طول المجموعة            | طول المجموعة            | طول المجموعة            | طول المجموعة            | طول المجموعة            | طول المجموعة            | طول المجموعة            | طول المجموعة            | طول المجموعة            | طول المجموعة            | طول المجموعة            | طول المجموعة            | طول المجموعة            | طول المجموعة            | طول المجموعة            |
| 32  | رقم الروتر              | رقم الروتر              | رقم الروتر              | رقم الروتر              | رقم الروتر              | رقم الروتر              | رقم الروتر              | رقم الروتر              | رقم الروتر              | رقم الروتر              | رقم الروتر              | رقم الروتر              | رقم الروتر              | رقم الروتر              | رقم الروتر              | رقم الروتر              | رقم الروتر              | رقم الروتر              | رقم الروتر              | رقم الروتر              | رقم الروتر              | رقم الروتر              | رقم الروتر              | رقم الروتر              | رقم الروتر              | رقم الروتر              | رقم الروتر              | رقم الروتر              | رقم الروتر              | رقم الروتر              | رقم الروتر              | رقم الروتر              |
| 64  | تعريف المنطقة           | تعريف المنطقة           | تعريف المنطقة           | تعريف المنطقة           | تعريف المنطقة           | تعريف المنطقة           | تعريف المنطقة           | تعريف المنطقة           | تعريف المنطقة           | تعريف المنطقة           | تعريف المنطقة           | تعريف المنطقة           | تعريف المنطقة           | تعريف المنطقة           | تعريف المنطقة           | تعريف المنطقة           | تعريف المنطقة           | تعريف المنطقة           | تعريف المنطقة           | تعريف المنطقة           | تعريف المنطقة           | تعريف المنطقة           | تعريف المنطقة           | تعريف المنطقة           | تعريف المنطقة           | تعريف المنطقة           | تعريف المنطقة           | تعريف المنطقة           | تعريف المنطقة           | تعريف المنطقة           | تعريف المنطقة           | تعريف المنطقة           |
| 96  | اختباري                 | اختباري                 | اختباري                 | اختباري                 | اختباري                 | اختباري                 | اختباري                 | اختباري                 | اختباري                 | اختباري                 | اختباري                 | اختباري                 | اختباري                 | اختباري                 | اختباري                 | اختباري                 | نوع المصدقية            | نوع المصدقية            | نوع المصدقية            | نوع المصدقية            | نوع المصدقية            | نوع المصدقية            | نوع المصدقية            | نوع المصدقية            | نوع المصدقية            | نوع المصدقية            | نوع المصدقية            | نوع المصدقية            | نوع المصدقية            | نوع المصدقية            | نوع المصدقية            | نوع المصدقية            |
| 128 | التوثيق                 | التوثيق                 | التوثيق                 | التوثيق                 | التوثيق                 | التوثيق                 | التوثيق                 | التوثيق                 | التوثيق                 | التوثيق                 | التوثيق                 | التوثيق                 | التوثيق                 | التوثيق                 | التوثيق                 | التوثيق                 | التوثيق                 | التوثيق                 | التوثيق                 | التوثيق                 | التوثيق                 | التوثيق                 | التوثيق                 | التوثيق                 | التوثيق                 | التوثيق                 | التوثيق                 | التوثيق                 | التوثيق                 | التوثيق                 | التوثيق                 | التوثيق                 |
| 160 | المصدقية                | المصدقية                | المصدقية                | المصدقية                | المصدقية                | المصدقية                | المصدقية                | المصدقية                | المصدقية                | المصدقية                | المصدقية                | المصدقية                | المصدقية                | المصدقية                | المصدقية                | المصدقية                | المصدقية                | المصدقية                | المصدقية                | المصدقية                | المصدقية                | المصدقية                | المصدقية                | المصدقية                | المصدقية                | المصدقية                | المصدقية                | المصدقية                | المصدقية                | المصدقية                | المصدقية                | المصدقية                |
| 192 | قناع الشبكة             | قناع الشبكة             | قناع الشبكة             | قناع الشبكة             | قناع الشبكة             | قناع الشبكة             | قناع الشبكة             | قناع الشبكة             | قناع الشبكة             | قناع الشبكة             | قناع الشبكة             | قناع الشبكة             | قناع الشبكة             | قناع الشبكة             | قناع الشبكة             | قناع الشبكة             | قناع الشبكة             | قناع الشبكة             | قناع الشبكة             | قناع الشبكة             | قناع الشبكة             | قناع الشبكة             | قناع الشبكة             | قناع الشبكة             | قناع الشبكة             | قناع الشبكة             | قناع الشبكة             | قناع الشبكة             | قناع الشبكة             | قناع الشبكة             | قناع الشبكة             | قناع الشبكة             |
| 224 | فاصل مرحبا              | فاصل مرحبا              | فاصل مرحبا              | فاصل مرحبا              | فاصل مرحبا              | فاصل مرحبا              | فاصل مرحبا              | فاصل مرحبا              | فاصل مرحبا              | فاصل مرحبا              | فاصل مرحبا              | فاصل مرحبا              | فاصل مرحبا              | فاصل مرحبا              | فاصل مرحبا              | فاصل مرحبا              | خيارات                  | خيارات                  | خيارات                  | خيارات                  | خيارات                  | خيارات                  | خيارات                  | خيارات                  | أولوية الروتر           | أولوية الروتر           | أولوية الروتر           | أولوية الروتر           | أولوية الروتر           | أولوية الروتر           | أولوية الروتر           | أولوية الروتر           |
| 256 | راوتر الفاصل الميت      | راوتر الفاصل الميت      | راوتر الفاصل الميت      | راوتر الفاصل الميت      | راوتر الفاصل الميت      | راوتر الفاصل الميت      | راوتر الفاصل الميت      | راوتر الفاصل الميت      | راوتر الفاصل الميت      | راوتر الفاصل الميت      | راوتر الفاصل الميت      | راوتر الفاصل الميت      | راوتر الفاصل الميت      | راوتر الفاصل الميت      | راوتر الفاصل الميت      | راوتر الفاصل الميت      | راوتر الفاصل الميت      | راوتر الفاصل الميت      | راوتر الفاصل الميت      | راوتر الفاصل الميت      | راوتر الفاصل الميت      | راوتر الفاصل الميت      | راوتر الفاصل الميت      | راوتر الفاصل الميت      | راوتر الفاصل الميت      | راوتر الفاصل الميت      | راوتر الفاصل الميت      | راوتر الفاصل الميت      | راوتر الفاصل الميت      | راوتر الفاصل الميت      | راوتر الفاصل الميت      | راوتر الفاصل الميت      |
| 288 | راوتر المعينه           | راوتر المعينه           | راوتر المعينه           | راوتر المعينه           | راوتر المعينه           | راوتر المعينه           | راوتر المعينه           | راوتر المعينه           | راوتر المعينه           | راوتر المعينه           | راوتر المعينه           | راوتر المعينه           | راوتر المعينه           | راوتر المعينه           | راوتر المعينه           | راوتر المعينه           | راوتر المعينه           | راوتر المعينه           | راوتر المعينه           | راوتر المعينه           | راوتر المعينه           | راوتر المعينه           | راوتر المعينه           | راوتر المعينه           | راوتر المعينه           | راوتر المعينه           | راوتر المعينه           | راوتر المعينه           | راوتر المعينه           | راوتر المعينه           | راوتر المعينه           | راوتر المعينه           |
| 320 | راوتر المعينه الاحتياطى | راوتر المعينه الاحتياطى | راوتر المعينه الاحتياطى | راوتر المعينه الاحتياطى | راوتر المعينه الاحتياطى | راوتر المعينه الاحتياطى | راوتر المعينه الاحتياطى | راوتر المعينه الاحتياطى | راوتر المعينه الاحتياطى | راوتر المعينه الاحتياطى | راوتر المعينه الاحتياطى | راوتر المعينه الاحتياطى | راوتر المعينه الاحتياطى | راوتر المعينه الاحتياطى | راوتر المعينه الاحتياطى | راوتر المعينه الاحتياطى | راوتر المعينه الاحتياطى | راوتر المعينه الاحتياطى | راوتر المعينه الاحتياطى | راوتر المعينه الاحتياطى | راوتر المعينه الاحتياطى | راوتر المعينه الاحتياطى | راوتر المعينه الاحتياطى | راوتر المعينه الاحتياطى | راوتر المعينه الاحتياطى | راوتر المعينه الاحتياطى | راوتر المعينه الاحتياطى | راوتر المعينه الاحتياطى | راوتر المعينه الاحتياطى | راوتر المعينه الاحتياطى | راوتر المعينه الاحتياطى | راوتر المعينه الاحتياطى |
| 352 | تعريف الجاره            | تعريف الجاره            | تعريف الجاره            | تعريف الجاره            | تعريف الجاره            | تعريف الجاره            | تعريف الجاره            | تعريف الجاره            | تعريف الجاره            | تعريف الجاره            | تعريف الجاره            | تعريف الجاره            | تعريف الجاره            | تعريف الجاره            | تعريف الجاره            | تعريف الجاره            | تعريف الجاره            | تعريف الجاره            | تعريف الجاره            | تعريف الجاره            | تعريف الجاره            | تعريف الجاره            | تعريف الجاره            | تعريف الجاره            | تعريف الجاره            | تعريف الجاره            | تعريف الجاره            | تعريف الجاره            | تعريف الجاره            | تعريف الجاره            | تعريف الجاره            | تعريف الجاره            |
| 384 | ...                     | ...                     | ...                     | ...                     | ...                     | ...                     | ...                     | ...                     | ...                     | ...                     | ...                     | ...                     | ...                     | ...                     | ...                     | ...                     | ...                     | ...                     | ...                     | ...                     | ...                     | ...                     | ...                     | ...                     | ...                     | ...                     | ...                     | ...                     | ...                     | ...                     | ...                     | ...                     |

## OSPF في بث طبولوجيا للوصول المتعدد
متحاذى الجار هو شكل حيوي باستخدام حزم الإرسال مرحبا إلى 224.0.0.5. ولقد تم ترشيح DR و BDR بشكل طبيعى وتم العمل عليهم بشكل طبيعى

## OSPF في طبولوجيا NBMA
كما هو موضح في الجرعة 2328، وقد تم تحديد الوضعين الرسمية التالية ل OSPF في طبولوجيا NBMA :
- اللا بث
- نقطة إلى عدة نقاط

ولقد قامت Cisco بتحديدهذه الثلاثة وسائط إضافية التالية ل OSPF في NBMA طبولوجيا :
- من نقطة إلى عدة نقاط بدون بث
- بث
- من نقطة إلى نقطة

## تطبيقات
- بوابه الرياح 6 والمضمون التجاري جزءا لا يتجزأ من المصدر المفتوح من 6WIND ويتضمن OSPFv2 وOSPFv3
- Vyatta، وهو روتر تجاري مفتوح المصدر / الحماية.
- جنو زيبرا، على الترخيص لمجموعة التوجيه يونكس مثل أنظمة دعمOSPF
- كواجا، تفرع من جنو زيبرا لنظام اليونكس المفضل
- أوبن بي إس دي، يتضمن تنفيذ OSPF
- XORP، وتقوم بتنفيذ مجموعة التوجيه RFC2328 (OSPFv2) وRFC2740 (OSPFv3) لكل من IPv4 و IPv6
- تنفيذات بيرد OSPF RFC2328
- البوابهD والتي تشتمل تنفيذ OSPF RFC1583 (UMD OSPFمن جامعة ماريلاند).
- تنفيذ التوجيه والوصول عن بعد الخدمة في الإقليم الشمالي ويندوز 4.0، ويندوز 2000، ويندوز إكس بي وويندوز 2003 الخادمOSPFv2.

### اختبار المعدات
خدمه مو الحيوية ' المحلله كانت صاحبه الفضل في نسخة محفوظة 21 مارس 2009 على موقع واي باك مشين. اكتشاف [[ضعف 0-يوم|ضعف 0-يوم]] أثناء تنفيذ مصدر مفتوح للOSPF وأيضا هناك اختبار اخر مطلوب على نطاق اوسع والذي يستخدم من اجل مطايقه وتحميل اختبارات الضغط، كما في ليكسيا التجارية واجيلنت للتكنولوجيا.

## التطبيقات
سبف كان أول بروتوكول التوجيه المنتشرة على نطاق واسع يمكن أن تتلاقى على الشبكة في ثوان قليلة، وتضمن حلقة مسارات الخطوط. لديها العديد من الميزات التي تسمح بفرض سياسات بشأن نشر التوجيهات التي قد يكون من المناسب أن تبقي المحلية، من أجل تقاسم العبء، والطريق للانتقائية استيراد ما يزيد على ما هو قائم حاليا. هل هي، في المقابل، يمكن ضبطها لخفض النفقات في شبكة مستقرة، وهذا النوع أكثر شيوعا في خدمة الإنترنت من شبكات المؤسسة. هناك بعض الحوادث التاريخية التي جعلت هل هي المفتش العام للشرطة المفضل لمزودي خدمات الإنترنت، ولكن مقدمي خدمات الإنترنت في اليوم وقد يختار لاستخدام ميزات من الآن والتنفيذ الفعال للسبف،  بعد النظر أولا في إيجابيات وسلبيات لإيزيس في الخدمة البيئات.
على النحو المذكور، يمكن أن توفر أفضل سبف بتقاسم على الروابط الخارجية من IGPs الأخرى. عند تقصير الطريق إلى مزود خدمة الإنترنت هو حقن سبف ASBRS متعددة من النوع الأول باعتباره الطريق الخارجي وتكلفة نفس الخارجية المحدد، سوف المسارات الأخرى تذهب إلى ASBR مع المسار الأقل كلفة من موقعه. ويمكن ضبطها كذلك عن طريق ضبط التكاليف الخارجية.
في المقابل، إذا كان المسار الافتراضي من مزودي خدمات الإنترنت المختلفة يتم حقن مع التكاليف الخارجية المختلفة، والنوع الثاني من الطريق الخارجي، وأقل تكلفة الافتراضي يصبح المخرج الأساسي والعالي التكلفة يصبح احتياطية فقط.

## الجرعة التاريخية
- 1989، أكتوبر—أولا طرح كمعيار المقترحة على النحو الجرعة 1131.
- عام 1994، وسبف ركن الخيار، الجرعة 1587.
- 1994، آذار / مارس—التراسل ملحقات لسبف المقترحة على النحو الجرعة 1584.
- 1997، يوليو / تموز—سبف الإصدار 2، على النحو المقترح في المضيقين 2178
- 1998، نيسان / أبريل—سبف الإصدار 2، ويجري تحديثها في المضيقين 2328 إنترنت قياسي 54.
- 1999، ديسمبر—OSPFv3—سبف لIPv6، الجرعة 2740.
- 2003، كانون الثاني—وسبف ركن الخيار المحدثة، الجرعة 3101
- 2005، أكتوبر—التي لها أولوية في معاملة محددة سبف الإصدار 2 حزم وتجنب الازدحام، الجرعة 4222
- 2006، ديسمبر—سبف الإصدار 2 قاعدة المعلومات الإدارية، الجرعة 4750
- 2007، أيار / مايو—سبف الإصدار 3 قاعدة المعلومات الإدارية، ومشروع الدولة
- 2008، يوليو / تموز—سبف لIPv6، الجرعة 5340 (يلغي الجرعة 2740)
- 2009، شباط / فبراير—سبف متعدد التقوية (الحركة الشعبية) المخصص لتمديد الشبكات، الجرعة 5449

## مزيد من القراءة
- أندرو كولتون، سبف لسيسكو المسارات
- جيف دويل، جنيفر كارول، توجيه برنامج التعاون الفني / الملكية الفكرية، المجلد 1، 2nd الطبعة
- جون ت موى، سبف : تشريح إنترنت بروتوكول التوجيه.
- وليم ر. باركهورست، سيسكو سبف القيادة وتكوين الدليل. ردمك 978-1-58705-071-8
- "Configuring OSPF Authentication". مؤرشف من الأصل في 2017-08-23. اطلع عليه بتاريخ 2009-09-10.

## وصلات خارجية
- اساسيات OSPF نسخة محفوظة 15 ديسمبر 2009 على موقع واي باك مشين.
- تصميم وتنفيذ OpenOSPFD (الورق)
- تصميم وتنفيذ OpenOSPFD (عرض)
- سيسكو سبف المجالات والظاهرية وصلات
- موجز سبف v2
- وسبف هل هو : علم التشريح المقارن وقال ديف كاتز، جونيبر
- هل هي وسبف الفرق مناقشة نسخة محفوظة 5 يوليو 2009 على موقع واي باك مشين. (Vishwas Manral، مانافا باتيا وياسوهيرو أوهارا)
- برنامج التعاون الفني / الملكية الفكرية دليل -- سبف